# Majlis Bachao Tehreek
Majlis Bachao Tehreek (Save Majlis Movement) és un moviment polític de Telangana a l'Índia, principalment actiu a l'Estat de Hyderabad, que treballa en favor del progres polític, econòmic i educatiu dels musulmans. Fou fundat el 1993 per Mohammed Amanullah Khan Sahab com escissió de l'All India Majlis-e-Ittehad-ul Muslimeen, al que s'havia afiliat el 1960. La seva bandera és gairebé idèntica a la del partit matriu, excepte que canvien les sigles (MBT) i el nom en lletres aràbigues.